# Aklilu Habte-Ueld
Aklilu Habte-Ueld (ur. 1912, zm. 1974) – etiopski polityk, zaufany współpracownik cesarza Haile Selassie I.
Podczas II wojny światowej przebywał we Francji. Od 1943 do 1958 był ministrem spraw zagranicznych Etiopii, od 1960 – premierem. Zginął rozstrzelany z rozkazu władz rewolucyjnych.
W 1965 otrzymał Order Odrodzenia Polski I klasy.